# Vesela Kazakova
Pour les articles homonymes, voir Kazakova.
 (mars 2022).
Si vous disposez d'ouvrages ou d'articles de référence ou si vous connaissez des sites web de qualité traitant du thème abordé ici, merci de compléter l'article en donnant les références utiles à sa vérifiabilité et en les liant à la section « Notes et références ».
Vesela Kazakova (en bulgare : Весела Казакова), née à Sofia (Bulgarie) le 4 juillet 1977, est une actrice, scénariste, réalisatrice et productrice bulgare.

## Biographie
Vesela Kazakova monte pour la première fois sur scène à l'âge de quatre ans avec sa sœur jumelle Bilyana. Toutes deux font partie de la troupe théâtrale pour enfants Kambana, fondée par leur mère, l'actrice Snezhina Kazakova. Elle étudie le théâtre à l'Académie nationale d'art théâtral et cinématographique dans la classe du professeur Stefan Danailov. Alors qu'elle est toujours étudiante, elle fait ses débuts professionnels dans les pièces de théâtre Antigone, produite par Margarita Mladenova et dans The Night Of Rock'n'Roll, dirigé par Ivaïlo Hristov au Théâtre 1999. En 2000, elle tient le rôle de Nina dans la pièce La Mouette d'Anton Tchekhov.
Elle est progressivement attirée par la production de projets pour le théâtre indépendant. Pour ses dernières performances (Stereolove et Nightsongs), elle est à la fois chef de projet, co-auteur, compositrice et actrice. Dans l'intervalle, elle est diplômée en 2003 de l'Université d'économie nationale et mondiale de Sofia.
Elle joue son premier grand rôle au cinéma dans le film List otbrulen (Une feuille dans le vent), du réalisateur Svetoslav Ovcharov, en 2001. Pour son rôle d'une jeune fille muette, elle remporte le prix Nevena Kokanova de la meilleure jeune actrice au festival du long métrage bulgare Golden Rose, à Varna, en 2002.
Vesela Kazakova a remporté plus de dix prix dans des festivals bulgares et internationaux.
Avec Mina Mileva, elle réalise Cat in the wall. En 2019, il est présenté en compétition officielle au Festival international du film de Locarno et à South by Southwest aux États-Unis. Il reçoit le prix FIPRESCI du Festival international du film de Varsovie.
En 2021, elle réalise avec Mina Mileva, Women Do Cry. Ce film est présenté dans la section Un certain regard au Festival de Cannes 2021.

## Filmographie partielle

### Actrice

#### Au cinéma
- 1999 : Pyasachen chasovnik : Vaztorzhena poklonnichka na Leda
- 2002 : List otbrulen : Vesa
- 2002 : Chervenata shapchitza : Chervenata shapchitza
- 2004 : Toshka i Toshko : Toshka
- 2004 : Mila ot Mars (Mila from Mars) : Mila
- 2004 : Shantav den : Ina
- 2005 : Otkradnati ochi (en) (Stolen Eyes) : Ayten
- 2008 : I Don't Feel Like Dancing : Mädchen
- 2009 : Prima Primavera : Jolie
- 2010 : The Pillow (Vuzglavnicata) : She
- 2010 : Ao, le dernier Néandertal : Unak
- 2010 : Lin : Vesela
- 2012 : Because of Mum : la fille (voix)
- 2013 : O ehthros mou : la femme roumaine

### Réalisatrice
- 2008 : Zaradi lelia Sneje (documentaire)
- 2014 : Uncle Tony, Three Fools and the Secret Service (documentaire), 86 min
- 2016 : La Bête bouge encore (The Beast is Still Alive) (documentaire)
- 2019 : Cat in the Wall
- 2021 : Women Do Cry

## Distinctions
- Festival international du film de Moscou 2005 : Prix de la meilleure actrice pour Stolen Eyes (en)
- Berlinale 2006 : Shooting Stars de la Berlinale
- Festival international du film de Varsovie 2019 : Prix FIPRESCI pour Cat in the Wall
- Festival international du film de Cork 2021 : Prix jeune jury pour Women Do Cry
- Festival du Film de Dunav 2021 : Prix de la mise en scène pour Women Do Cry